# Compartimento telefonico

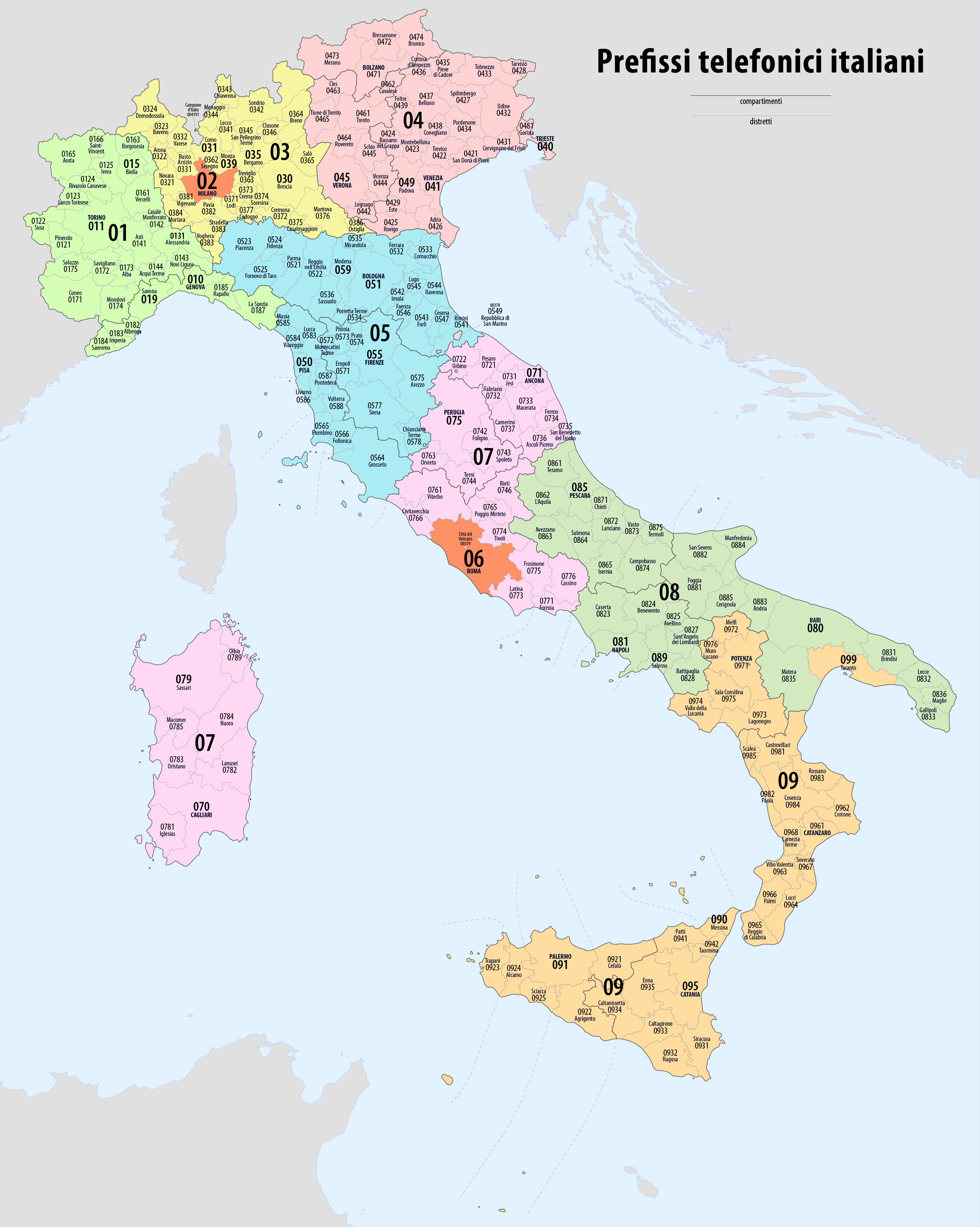
Compartimenti telefonici di tutta Italia

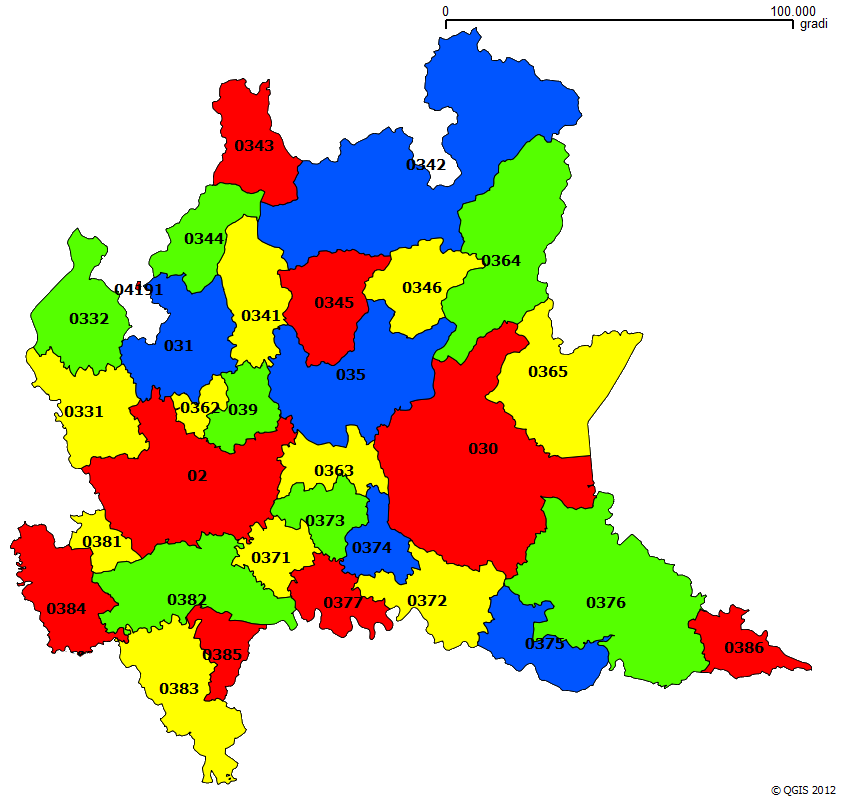
Mappa dei distretti presenti in Lombardia, il cui insieme corrisponde a quasi tutto il compartimento di Milano

Il compartimento telefonico è il primo livello di suddivisione territoriale telefonica italiana. Ogni compartimento comprende alcuni distretti, mentre ciascun distretto contiene più aree locali.

## Elenco dei compartimenti telefonici d'Italia
- Bolzano
- Torino
- Milano
- Verona
- Venezia
- Trieste
- Genova
- Bologna
- Pisa
- Firenze
- Perugia
- Ancona
- Roma
- Pescara
- Cagliari
- Napoli
- Potenza
- Bari
- Catanzaro
- Catania
- Palermo